# Michael Albasini
Michael Albasini (Mendrisio, 20 dicembre 1980) è un ex ciclista su strada svizzero, professionista dal 2003 al 2020. Corridore completo, ha conquistato una vittoria di tappa alla Vuelta a España 2011, tre vittorie di tappa al Tour de Suisse e la classifica finale della Volta Ciclista a Catalunya 2012. È stato inoltre campione europeo in linea Under-23 nel 2002.

## Carriera

### Gli esordi e il debutto dapro
Nel 1998, all'età di diciassette anni, conquistò il titolo nazionale su strada Under-19 e il titolo nazionale di mountain bike. Negli ultimi mesi del 2001 gareggiò quindi da stagista su strada con la Fassa Bortolo di Giancarlo Ferretti, ma, nonostante il quarto posto alla Ster Elektrotoer nei Paesi Bassi, non ottenne il contratto da professionista per l'anno successivo.
Nel 2002 vestì così la divisa del Velo Club Mendrisio, formazione dilettantistica del Canton Ticino. In quella stagione ottenne successi al Grand Prix Kranj e alla Transalsace, ma soprattutto la vittoria nella prova in linea Under-23 dei campionati europei su strada di Bergamo. Passò professionista nel 2003 con la squadra svizzera Phonak Hearing Systems; dopo aver corso, e terminato, il Giro d'Italia 2004, si mise in particolare evidenza al Campionato di Zurigo dello stesso anno, concludendolo al quinto posto in volata.

### 2005-2008: Liquigas
Lasciata la Phonak si trasferì tra le file della Liquigas-Bianchi, squadra italiana con la quale, nel 2005, conquistò il primo successo fra i professionisti, la quinta tappa del Tour de Suisse. Malgrado un terzo posto al Grand Prix de Fourmies 2006, una vittoria di tappa al Circuit de la Sarthe 2007 – che concluse al quinto posto della classifica generale – e ancora un quarto posto ai campionati svizzeri nello stesso anno, Albasini tardò a confermarsi. Sempre nel 2007 andò comunque vicino ad una vittoria di tappa al Tour de France, piazzandosi terzo, dopo una lunga fuga, nella frazione con arrivo a Marsiglia vinta da Cédric Vasseur.
Nella stagione 2008 si classificò, in sequenza, terzo al Tour Méditerranéen, sesto al Tour du Haut-Var, secondo al Gran Premio Miguel Indurain e settimo nella prestigiosa Freccia Vallone. Vestì poi per due giorni la maglia gialla di leader al Tour de Romandie dopo aver concluso il prologo in terza posizione, e al Tour de Luxembourg si aggiudicò la terza tappa superando allo sprint Joost Posthuma.

### 2009-2011: Columbia/HTC
Nel 2009 passò al Team Columbia. In quella stagione ottenne quattro successi di rilievo: una tappa alla Vuelta al País Vasco e una al Tour de Suisse (la seconda in carriera), entrambe competizioni del Calendario mondiale, e una tappa e la classifica finale dell'Österreich-Rundfahrt. L'anno dopo fece quindi sue una frazione e la vittoria finale al Tour of Britain, mentre nel 2011, dopo due vittorie di tappa al Bayern Rundfahrt, colse il primo successo in un Grande Giro: conquistò infatti la tredicesima frazione della Vuelta a España, quella con arrivo a Ponferrada, battendo allo sprint Eros Capecchi.

### Dal 2013: GreenEDGE/Orica/Mitchelton
Nel 2012 viene messo sotto contratto dalla neonata formazione australiana GreenEDGE. In marzo, dopo aver conseguito due vittorie di tappa consecutive, si aggiudica la classifica generale della Volta Ciclista a Catalunya, prova valida per l'UCI World Tour; in aprile è invece secondo alla Freccia Vallone, preceduto dal solo Joaquim Rodríguez. Nello stesso anno si aggiudica anche la penultima tappa del Tour de Suisse (terza in carriera per lui).
Negli anni successivi continua a correre per la stessa squadra, che cambia sponsor diventando Orica. Nel 2014 ottiene la sua prima vittoria in Italia, vincendo la Tre Valli Varesine al termine di una volata tra una decina di corridori, davanti a Sonny Colbrelli e Filippo Pozzato. In stagione aveva già vinto tre tappe al Tour de Romandie, vestendo per un giorno la maglia di leader.
Nel 2015 si piazza terzo alla Freccia Vallone, superato allo sprint da Alejandro Valverde e Julian Alaphilippe. Pochi giorni dopo si impone in altre due tappe del Tour de Romandie. Nel 2016, oltre a far sua una tappa al Tour de Romandie e la classifica a punti della stessa corsa, ottiene il primo podio in una "classica monumento". Arriva all'ultimo strappo della Liegi-Bastogne-Liegi in compagnia di Wout Poels, Samuel Sánchez e Rui Alberto Faria da Costa, con la possibilità quindi di giocarsi la corsa. Tuttavia non riesce a rispondere all'accelerazione finale di Poels e si piazza al secondo posto.
Nel 2017 si prepara specificamente per le classiche del nord piazzandosi dapprima al terzo posto all'Amstel Gold Race: non riesce a rispondere all'attacco decisivo di Philippe Gilbert e Michał Kwiatkowski ma poi si impone nella volata a quattro per il terzo posto. Successivamente si piazza quinto alla Freccia Vallone e settimo alla Liegi-Bastogne-Liegi. Pochi giorni dopo la Liegi si impone nuovamente in una tappa del Tour de Romandie, per la settima volta in carriera, vincendo una voltata di una cinquantina di corridori sul pedalabile arrivo in salita di Champéry.

## Palmarès
- 2000 (V.C. Mendrisio)

4ª tappa Le Transalsace International (Altkirch > Ferrette)
Tour du Canton de Genève
- 2002 (V.C. Mendrisio)

Trofeo Bettoni
Trofeo Caduti Medesi
1ª tappa Grand Prix Kranj
Campionati europei, Prova in linea Under 23
4ª tappa Le Transalsace International (Badenweiler > Ferrette)
- 2005 (Liquigas-Bianchi, una vittoria)

5ª tappa Tour de Suisse (Zurzach > Altdorf)
- 2007 (Liquigas, una vittoria)

4ª tappa Circuit de la Sarthe (Angers)
- 2008 (Liquigas, una vittoria)

3ª tappa Tour de Luxembourg (Wiltz > Diekirch)
- 2009 (Team Columbia-High Road, quattro vittorie)

4ª tappa Vuelta al País Vasco (Eibar > Güeñes)
5ª tappa Tour de Suisse (Stäfa > Serfaus)
2ª tappa Österreich-Rundfahrt (Landeck > Kitzbüheler Horn)
Classifica generale Österreich-Rundfahrt
- 2010 (Team HTC-Columbia, due vittorie)

3ª tappa Tour of Britain (Newtown > Swansea)
Classifica generale Tour of Britain
- 2011 (HTC-Highroad, tre vittorie)

3ª tappa Bayern Rundfahrt (Bad Gögging > Aichach)
Gran Premio del Canton Argovia
13ª tappa Vuelta a España (Sarria > Ponferrada)
- 2012 (GreenEDGE Cycling Team, quattro vittorie)

1ª tappa Volta a Catalunya (Calella > Calella)
2ª tappa Volta a Catalunya (Gerona > Gerona)
Classifica generale Volta a Catalunya
8ª tappa Tour de Suisse (Bischofszell > Arosa)
- 2013 (Orica-GreenEDGE, due vittorie)

4ª tappa Parigi-Nizza (Brioude > Saint-Vallier)
Gran Premio del Canton Argovia
- 2014 (Orica-GreenEDGE, quattro vittorie)

1ª tappa Tour de Romandie (Brigerbad > Sion)
2ª tappa Tour de Romandie (Sion > Montreux)
4ª tappa Tour de Romandie (Friburg > Friburg)
Tre Valli Varesine
- 2015 (Orica-GreenEDGE, due vittorie)

2ª tappa Tour de Romandie (Apples > Saint-Imier)
3ª tappa Tour de Romandie (Moutier > Porrentruy)
- 2016 (Orica-GreenEDGE, una vittoria)

5ª tappa Tour de Romandie (Ollon > Ginevra)
- 2017 (Orica-Scott, tre vittorie)

2ª tappa Vuelta al País Vasco (Pamplona > Elciego)
1ª tappa Tour de Romandie (Aigle > Champéry)
Coppa Agostoni
- 2018 (Mitchelton-Scott, due vittorie)

2ª tappa Tour des Fjords (Risør > Kristiansand)
Classifica generale Tour des Fjords

### Altri successi
- 2003 (Phonak)

Thun (criterium)
- 2005 (Liquigas-Bianchi)

Classifica sprint Tour de Suisse
- 2006 (Liquigas)

Classifica scalatori Tour de Suisse
Classifica sprint Tour de Suisse
- 2011 (HTC-Highroad)

Classifica scalatori Vuelta al País Vasco
2013 (Orica-GreenEDGE)
4ª tappa Tour de France (Nizza, cronosquadre)
- 2016 (Orica-GreenEDGE)

Classifica sprint Tour de Romandie

## Piazzamenti

### Grandi Giri
- Giro d'Italia

2004: 88º
2010: 123º
- Tour de France

2005: 147º
2006: 117º
2007: 59º
2012: 110º
2013: 86º
2014: 70º
2015: non partito (6ª tappa)
2016: 132º
2017: 98º
- Vuelta a España

2009: ritirato (11ª tappa)
2011: 123º
2018: 118º

### Classiche monumento
- Milano-Sanremo

2008: 118º
2010: ritirato
2011: 109º
2016: 122º
2017: 45º
2020: 130º
- Giro delle Fiandre

2003: ritirato
2004: ritirato
2005: ritirato
2006: ritirato
- Parigi-Roubaix

2004: ritirato
2005: ritirato
2007: ritirato
- Liegi-Bastogne-Liegi

2003: ritirato
2005: ritirato
2007: ritirato
2009: 65º
2010: 99º
2011: 87º
2012: 75º
2013: 51º
2014: 95º
2015: 56º
2016: 2º
2017: 7º
2018: ritirato
2019: 70º
2020: 76º
- Giro di Lombardia

2010: ritirato
2011: ritirato
2012: ritirato
2013: ritirato
2014: 6º
2017: ritirato
2018: ritirato
2020: ritirato

### Competizioni mondiali
- Campionati del mondo

Verona 2004 - In linea Elite: ritirato
Madrid 2005 - In linea Elite: ritirato
Salisburgo 2006 - In linea Elite: 73º
Mendrisio 2009 - In linea Elite: 82º
Melbourne 2010 - In linea Elite: ritirato
Copenaghen 2011 - In linea Elite: 86º
Limburgo 2012 - In linea Elite: 17º
Toscana 2013 - In linea Elite: ritirato
Ponferrada 2014 - In linea Elite: 66º
Richmond 2015 - In linea Elite: 66º
Bergen 2017 - In linea Elite: 7º
Yorkshire 2019 - In linea Elite: 22º
Imola 2020 - In linea Elite: ritirato
- Giochi olimpici

Londra 2012 - In linea: 96º
Londra 2012 - Cronometro: 30º
Rio de Janeiro 2016 - In linea: ritirato

### Competizioni europee
- Campionati europei

Plumelec 2016 - In linea Elite: 45º
Glasgow 2018 - In linea Elite: 7º
Alkmaar 2019 - In linea Elite: ritirato
Plouay 2020 - In linea Elite: 11º

## Riconoscimenti
- Mendrisio d'argento del Velo Club Mendrisio nel 2002